# XLR csatlakozó
Az XLR dugókat és aljzatokat leggyakrabban professzionális audio- illetve videoeszközök kábelezésére használják. Otthoni használatra általában RCA csatlakozókat alkalmaznak.
Az eredeti gyártóra, a Cannonra (most az ITT része) utalva cannon csatlakozóként is szokták emlegetni. Az eredeti széria a "Cannon X" volt, a következő változatot kiegészítették egy rögzítő, arretáló "szerkezettel" (angolul "Latch" – "Cannon XL"), majd szilikongumi tömítéssel látták el (gumi: "rubber"). Így született az XLR mozaikszó. 
Manapság sok cég gyártja az XLR-t. 
Az XLR csatlakozók különböző számú csatlakozóponttal rendelkezhetnek, az "XLR" megjelölés nem utal a pontok számára.

## Az XLR csatlakozó szabvány
A leggyakoribb a 3-csatlakozópontú XLR3, széleskörűen alkalmazzák szimmetrikus audio csatlakozóként a professzionális hangtechnikában, például jó minőségű mikrofonokhoz, és berendezések összekapcsolásához. Az XLR5 (5 kisebb átmérőjű érintkező) a DMX digitális világítás vezérlő szabványos csatlakozója. Az XLR4-et a Clearcom és Tecpro kommunikációs rendszerek és a régebbi analóg világítás vezérlők (AMX) használják.
Sok más típus is létezik, melyek változatos számú csatlakozóponttal rendelkeznek. A leginkább figyelemreméltó két, mára már elavult XLR3 szabvány, amit az ITT Cannon gyártott. A power Cannon piros szigeteléssel rendelkezett, és hálózati erőforrás csatlakozónak tervezték, de átvette a helyét az IEC hálózati csatlakozó és mostanában egyre inkább a PowerCon, amit a Neutrik fejlesztett ki.
A hangszóró Cannon-nak kék vagy fehér szigetelése van (a fajtájától függ), az audio erősítők és a hangszórók összekötésére tervezték.
Egykor az XLR3 csatlakozókat széles körben alkalmazták hangszórókábelként is, mivel megjelenésük után új szabványt teremtettek a vezetőképesség terén, és nem létezett könnyen hozzáférhető, gazdaságos alternatívája. Ezen a téren kialakult az a szokás, hogy a 2-pontos hangszórókábel mindkét végén XLR3F csatlakozó volt, ez megkülönböztette a 3-pontos árnyékolt jelkábeltől, amelynek egyik végére XLR3F, a másik végére pedig XLR3M csatlakozót szereltek. (Az "M" és az "F" a male és a female (apa és anya) rövidítései, a csatlakozó tulajdonságait szemléltetik.) Gyártónként változó módon vagy a 2-es vagy a 3-as volt az élőpont, míg az 1-es ponton mindig a földelt visszatérő vonal volt. Az ilyen használat ma már elavult és veszélyes is a berendezésekre, néha mégis találkozunk vele, elsősorban régebbi gépeknél. Több hangszórón például beépített XLR3M-et találunk bemenő csatlakozóként. A professzionális audioberendezések körében idővel ezt a rendszert felváltotta a Neutrik Speakon csatlakozó.

## XLR3 csatlakozók

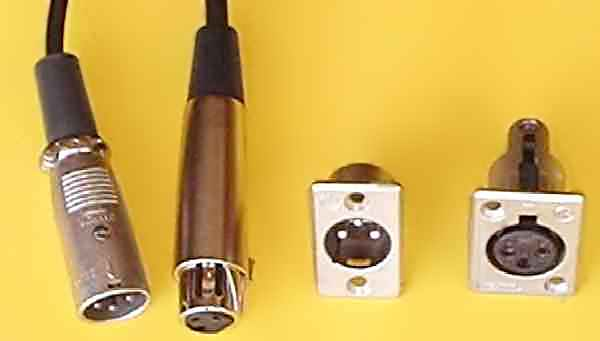
Balról jobbra: Cannon XLR3-12C, Switchcraft X3F, Neutrik NC3MP panel, Neutrik NC3FP panel

Az EIA RS-297-A szabvány az XLR3 használatát írja le audio-felhasználásokra. Néhány audioberendezéseket gyártó cég megfordítja a 2-es pont (általában rendes bemenet) és a 3-as pont (invertált bemenet) használatát. Ennek oka a szabványok kialakulása előtti használat továbbélése. Az 1-es pont mindig a föld, a legtöbb csatlakozó ezt a pontot összeköti a testtel.
| Pont | Funkció                       |
| ---- | ----------------------------- |
| 1    | Test föld (kábelárnyékolás)   |
| 2    | Rendes polaritás ("meleg")    |
| 3    | Invertált polaritás ("hideg") |

XLR3M (papa) csatlakozót használnak kimenethez és XLR3F-et (mama) bemenethez. Ennek megfelelően, egy mikrofonban beépített XLR3M csatlakozó található, a jelkábeleken pedig (mint például a mikrofonkábel) egy XLR3F és egy XLR3M található.
Használata zajtalan csatlakozást, ill. bontást eredményez mivel az 1-es pin a "mamán" hosszabb. Így csatlakoztatáskor a földelés hamarabb érintkezik és később bont. Sajnos ez fantomtáplált (többféle egyen-, tápfeszültség, ami a jel vezetésére amúgy is használt kábelen éri el a megtáplálandó mikrofont, aktív D.I.boxot stb., 17 V, 48 V stb.) esetben nem igaz.

## Külső hivatkozások
- Audio-felhasználás Archiválva 2005. augusztus 17-i dátummal a Wayback Machine-ben
- Fénytechnika-felhasználás
- Rane Professional Audio Reference leírása